# پاول برگالیو
پاول برگالیو (انگلیسی: Pavel Bergaglio؛ زادهٔ ۱ مارس ۲۰۰۰) بازیکن فوتبال است.
وی همچنین در تیم ملی فوتبال Dominican Republic U15 بازی کرده‌است.